# Plaza Portsmouth
La plaza Portsmouth (en inglés: Portsmouth Square) es un parque de una manzana en Chinatown, San Francisco, California, al oeste de los Estados Unidos, que está limitada por la calle Kearny en el este, la calle de Washington en el norte, la calle Clay en el sur, y Walter Lum Place en el oeste.
La Plaza de Portsmouth se encuentra en el sitio de la primera plaza pública establecida a principios del siglo XIX en la comunidad mexicana de Yerba Buena, cuyo nombre fue cambiado a San Francisco en 1847. Durante la Guerra México-estadounidense, cuando los estadounidenses invadieron la Alta California, el capitán John Berrien Montgomery del USS Portsmouth recibió la orden de apoderarse de Yerba Buena. El 9 de julio de 1846, la primera bandera de Estados Unidos fue levantada cerca de la aduana mexicana de adobe en la plaza, que con el tiempo se llamaría Plaza Portsmouth en honor de la nave.
Muchos acontecimientos históricos han ocurrido en la plaza. En 1847, la primera escuela pública en California fue erigida en la esquina suroeste de la plaza.